# Kristendomens apostlar

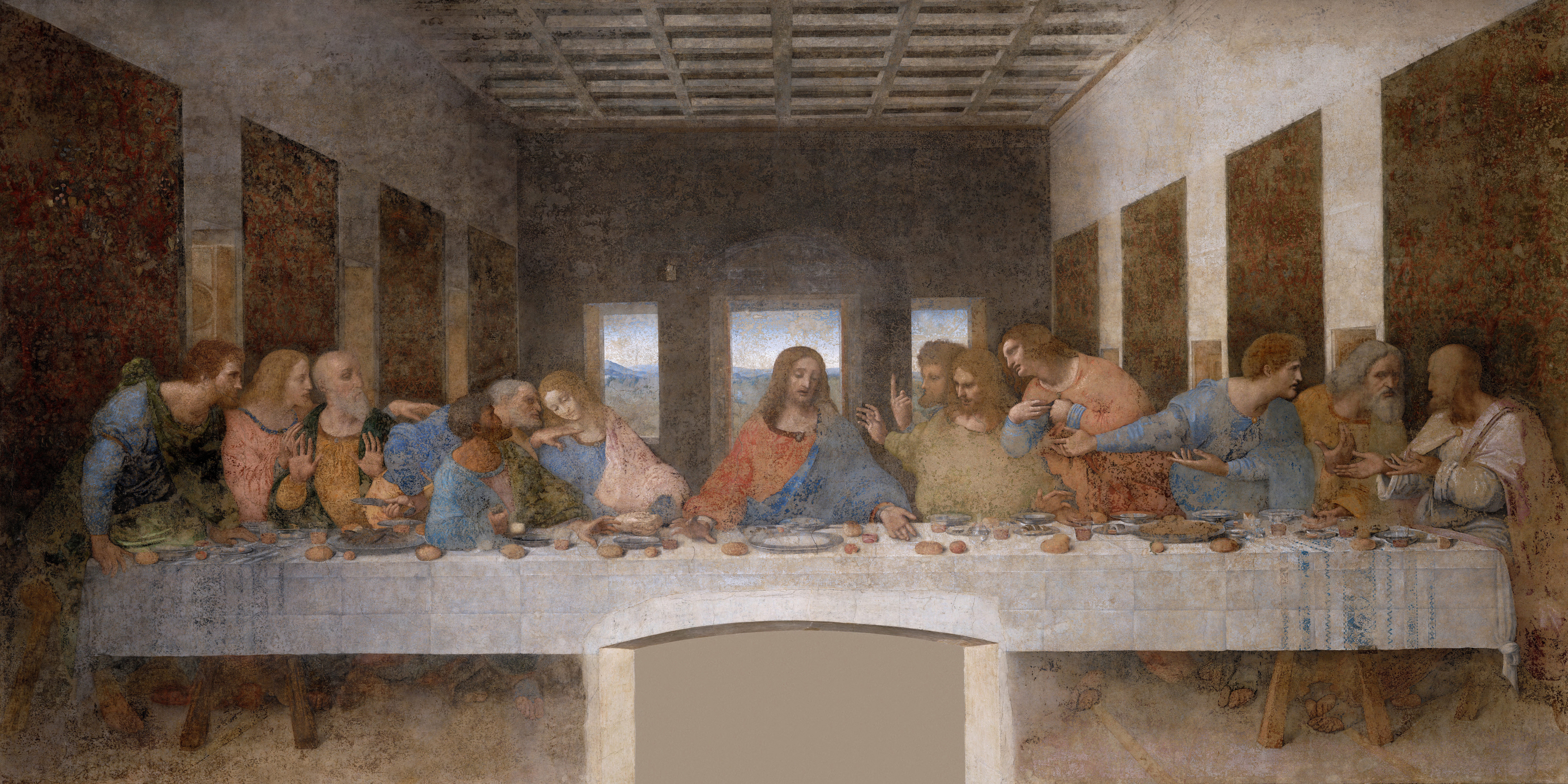
Jesus och de tolv apostlarna, framställda av Leonardo da Vinci i fresken Nattvarden.

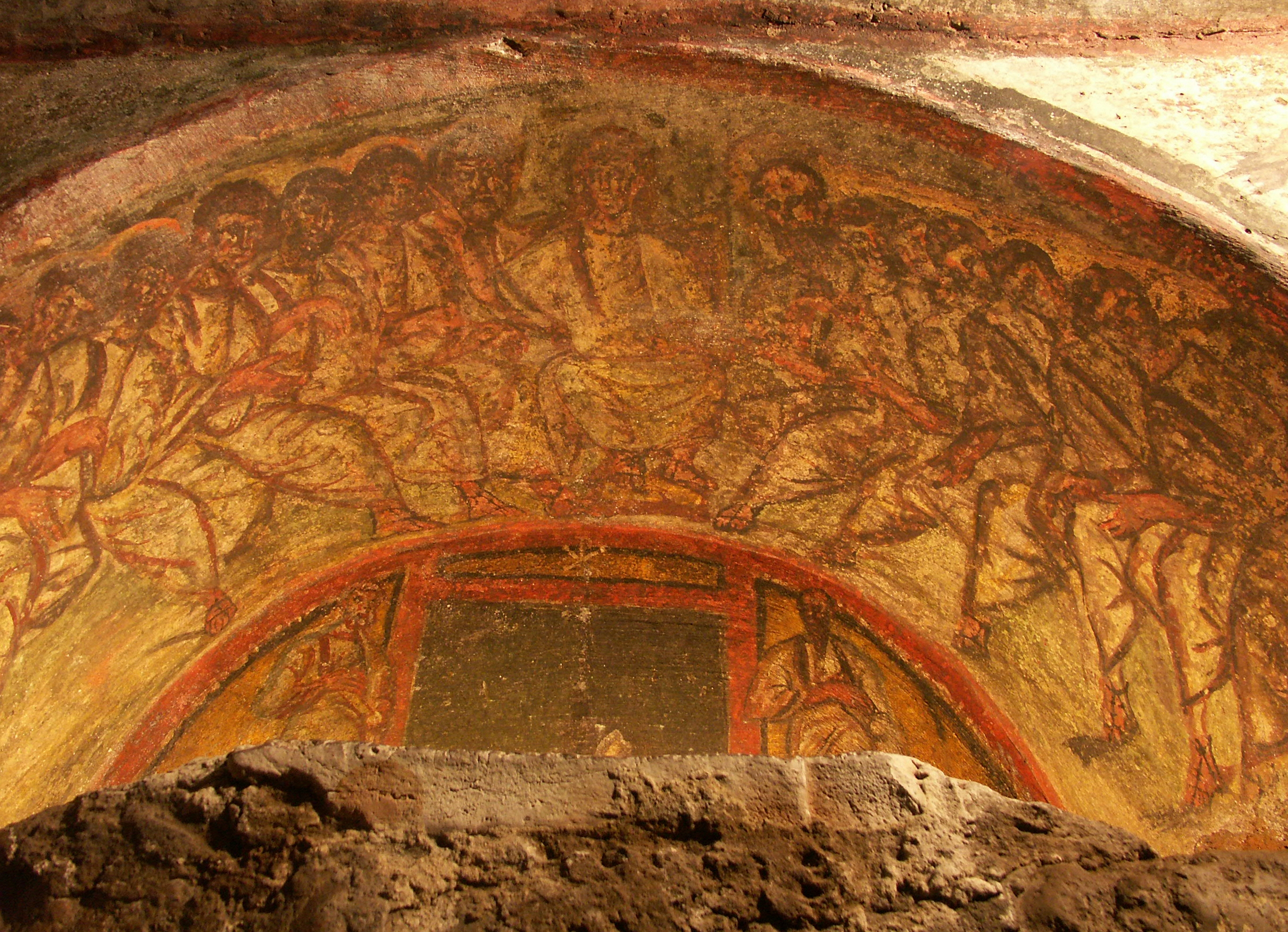
Kristus och de tolv apostlarna. Fresk i Domitillas katakomber i Rom.

Kristendomens apostlar (av grekiska: Απόστολος, apostolos, "budbärare", "sändebud") var Jesu Kristi tolv lärjungar, utsända att omvända "alla folk", både judar och hedningar, till kristendomen. Även Paulus kom att bli känd som apostel.

## De ursprungliga tolv
Enligt Markusevangeliet (3:16–19) och Matteusevangeliet (10:2–4) var de lärjungar som utvaldes av Jesus följande tolv, i evangelierna uppräknade i tre grupper om fyra:

### De fyra första apostlarna
Dessa var de fyra första som Jesus kallade till lärjungar. Ibland anses dessa stå högre i rang än övriga. Simon Petrus och Andreas var bröder.
- Andreas
- Simon Petrus
- Jakob och
- Johannes, båda söner till Sebedeus

### Nästa fyra apostlar
- Filippos
- Bartolomaios
- Matteus (tullindrivare)
- Tomas (Didymus "tvillingen", även "tvivlaren")

### De fyra sista
- Jakob, son till Alfeus
- Judas Taddaios / Judas, Jakobs son
- Simon Ivraren ("seloten")
- Judas Iskariot

Listan över lärjungar i Lukasevangeliet nämner inte Taddeus (6:13–16), utan inkluderar istället Judas, Jakobs son; Taddeus kallas "Judas ivraren" i några äldre latinska översättningar av Matteusevangeliet 10:3. Johannesevangeliet, till skillnad från de tre övriga evangelierna, har ingen lista över Jesu lärjungar, men det anges att tolv tillhörde den inre kretsen (Joh 6:67). På olika ställen i Johannesevangeliet nämns dock Andreas, Simon Petrus, Filippus, Natanael, Tomas, Judas Taddeus, Judas Iskariot, "sönerna till Sebedeus" (det vill säga Jakob och Johannes) samt "den lärjunge han älskade" (enligt vedertagen uppfattning Johannes själv).

## Den tolfte aposteln
Sedan Judas Iskariot förrått Jesus, och efter detta avlidit, var apostlarna (lärjungarna) bara elva (enligt Matteusevangeliet 27:3–9 dog han efter det att han – tyngd av skuld – hängt sig själv före uppståndelsen, men enligt Apostlagärningarna 1:16–18 dog han genom att falla framstupa och spräcka buken.). Enligt Apostlagärningarna 1:23–26, valde de återstående apostlarna mellan himmelsfärden och pingsten en ny tolfte apostel genom lottdragning. Mattias vann denna lottdragning.

## Ytterligare apostlar
Paulus beskrivs som apostel i de brev av Paulus som finns i Bibeln (bland annat i Romarbrevet 1:1); han omnämns specifikt som "hedningarnas apostel" (Romarbrevet 11:13). Paulus omnämner även några av sina samtida som apostlar (Romarbrevet 16:7). Barnabas kallas apostel i Apostlagärningarna.
Ett flertal av de tidiga kristna missionärerna har omtalats som "apostlar". I denna bemärkelse utpekas genom användandet av ordet apostel den särskilda roll vissa missionärer haft för den religiösa utvecklingen, och omvändandet till kristendomen, av ett helt land eller folk. När man omtalar Bonifatius som "germanernas apostel", avses det faktum att Bonifatius var den förste missionären bland germanerna. Ordet används på samma sätt om Kyrillos och Methodios när de utnämns till "slavernas apostlar". Patrick benämndes "Irlands apostel" trots att han inte var den förste missionären på ön, men i hans fall härrör apostlaskapet från hans avgörande insatser på det irländska missionsfältet.
I ett flertal nyare kristna samfund använder man apostlaskapet än i dag för personer som förknippas med samfundsbyggande och högtstående ledarskap, och detta motiveras ofta med Första Korinthierbrevet 12:28.